# Jordi Serra Rius
Jordi Serra Rius   (Vic, 1957) és directiu de tennis taula.
Membre del Vic Tennis Taula, el 1982 es va integrar en la Comissió Gestora encarregada d'elaborar els estatuts per recuperar la Federació Catalana de Tennis de Taula i va ocupar el càrrec de secretari general en la primera junta directiva. Fou el director de la competició de tennis de taula dels Jocs Olímpics i Paralímpics de Barcelona. El 1992 va ocupar la presidència de la Federació Catalana, i el 1993 la Federació Internacional de Tennis Taula, li demanà que en el Ciutat de Barcelona es provés un canvi revolucionari que posteriorment s'introduiria en aquest esport: que els jocs passessin de 21 a 11 punts. També el 1993 fou el director del I Congrés de l'Esport Català. El 1995 posa en marxa els 4 Motors per a Europa amb la participació de quatre autonomies europees, entre aquestes Catalunya, i l'Open de Vic arriba a la desena edició consolidat com el torneig més important d'Espanya. El 1998 també va posar en marxa la Nit del Tennis Taula Català,i a finals d'aquell any va deixar la presidència per ocupar la direcció tècnica i posteriorment la direcció executiva de la Federació Internacional a Lausana. Ha estat distingit amb les insígnies d'or de les federacions catalana i espanyola.